# Lächeln
Das Lächeln ist in der Physiologie ein Gesichtsausdruck, der durch das Spannen der mimischen Muskulatur stets in der Nähe der Mundwinkel, beim „echten“ Duchenne-Lächeln auch um die Augen erzeugt wird. Bei Menschen ist das Lächeln normalerweise ein Ausdruck der Freude, des guten Willens, und dient z. B. der Aufnahme von Kommunikation, kann aber auch ein unkontrollierter Ausdruck von Ängstlichkeit sein (nervöses Lächeln).
Die Unterscheidung von echtem und gestelltem Lächeln geht auf den französischen Wissenschaftler Guillaume-Benjamin Duchenne zurück.
Studien haben gezeigt, dass das Lächeln eine normale Reaktion auf bestimmte Stimulationen ist, die unabhängig von der jeweiligen Kultur ist. Es ist keine lernbare Reaktion, sondern wird den Menschen schon von Geburt an mitgegeben. Bei Tieren wird ein Lächeln oft als Drohung verwendet (die Zähne zeigen) oder aber als Zeichen der Unterwerfung.
Lächeln bewirkt angeblich nicht nur eine Veränderung des Gesichtsausdrucks, sondern führt auch dazu, dass das Gehirn Endorphine produziert, die körperliche und seelische Schmerzen verringern und das Wohlbefinden steigern.

## Philosophisch-anthropologische Deutung
Der Philosoph Helmuth Plessner hat dem Lächeln eine Sonderstellung innerhalb der mimischen Ausdrucksformen eingeräumt. Das Lächeln sei vieldeutig sowie unterschiedlichsten Anlässen zuzuordnen und besitze eine breite „Mannigfaltigkeit in affektiver Tönung“. Er nannte es insofern eine „Mimik des Geistes“, als eine natürliche Gebärde „bereits im Ausdruck vom Ausdruck Abstand wahrt“ und so die – für ihn im Unterschied zum Tier spezifische – Distanziertheit des Menschen zu sich und seiner Umwelt wahre.

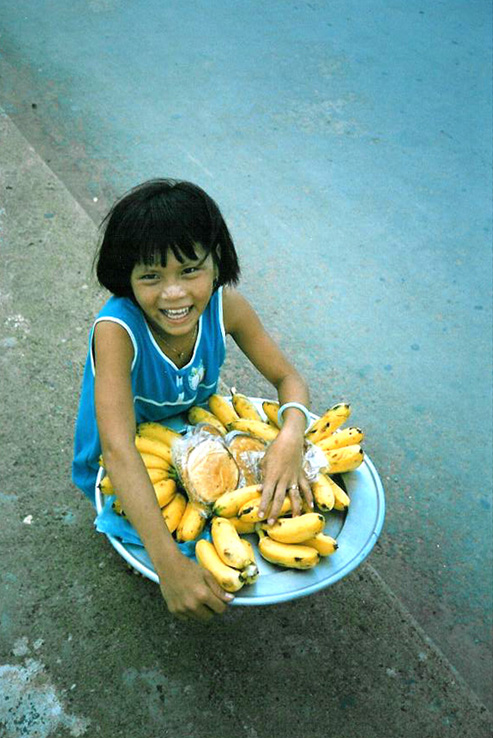
Lächelndes Mädchen

## Genetische Grundlagen
Selbst das soziale Lächeln gilt als angeboren, worauf beispielsweise Unterschiede des Lächelns von sehenden und blinden Olympia-Siegern hinwiesen. Sowohl blinde wie sehende Zweit- und Drittplatzierte zeigten das soziale Lächeln. Noch vor dem sozialen Lächeln sieht man bei Babys das Vorlächeln. Dieses so genannte Engelslächeln passiert typischerweise in den ersten Lebenswochen. Dahinter verbirgt sich nichts weiter als ein Reflex, der meist im Schlaf geschieht.

## Lächeln in der Service-Kultur

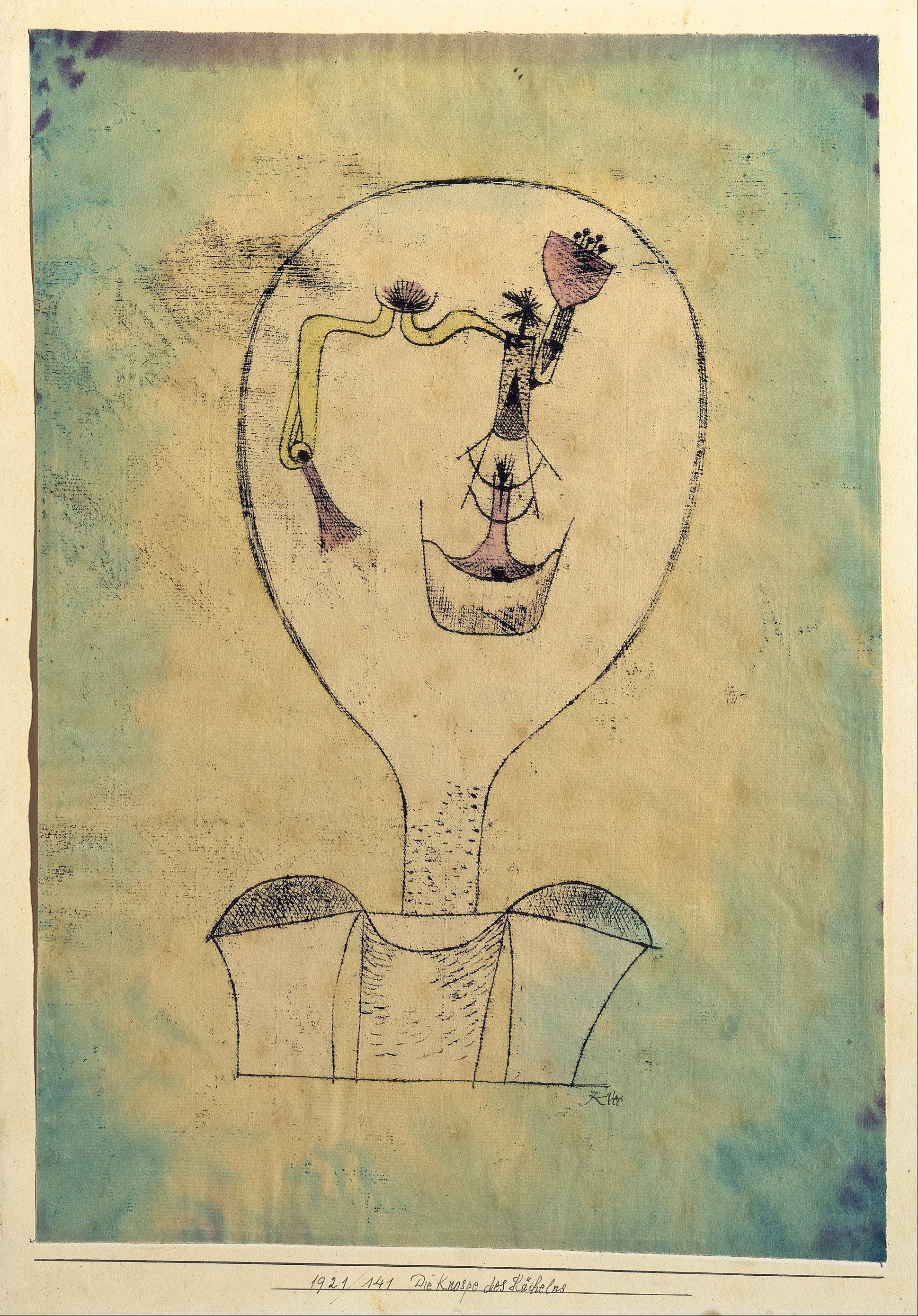
Paul Klee: Die Knospe des Lächelns

Lächeln gilt auch als Bestandteil von gutem Service und wird als entgegengebrachte Freundlichkeit aufgefasst.
Die Stadt Hamburg veranstaltet z. B. die Aktion Ein Lächeln für Hamburg, mit der Arbeitnehmer zu einem „Lächeln, mit dem Kunden und Gäste viel öfter verwöhnt werden sollen“, motiviert werden sollen.
Der Emotionsforscher Dieter Zapf untersuchte 2006 die Folgen von beruflich verordnetem Dauerlächeln. Er stellte dabei fest, dass zwangsweises Lächeln, bei dem man seine tatsächlichen Emotionen unterdrücke, kurzfristig zu Kreislaufveränderungen, und auf die Dauer zu Stress und Krankheiten wie Depressionen, führe.
Es gibt ferner die Ausdrucksarten „falsches (vorgetäuschtes) Lächeln“ (z. B. höhnisches Lächeln) und das „müde Lächeln“ (eine Reaktion auf eine nicht humoreske Äußerung).

## Lächeln und Fremdheit
Der Verhaltensforscher Irenäus Eibl-Eibesfeldt beschrieb in seinem erstmals 1970 erschienenen Buch Liebe und Hass das Lächeln als ein Mittel zur Milderung von Fremdheitserfahrungen und Feindschaft sowie zur möglichen „Entwaffnung“. So schrieb er:

„Unser wichtigstes freundliches Signal ist das Lächeln. Mit dieser angeborenen Verhaltensweise sind wir in der Lage, uns mit völlig Unbekannten anzufreunden. Ein Lächeln entwaffnet. Erst kürzlich las ich von einem amerikanischen Sergeanten, der sich plötzlich zwei Vietcong-Soldaten gegenüber befand. Sein Gewehr versagte, und da lächelte er, was seine Gegner hemmte. Misstrauen und Angst ließen den angebahnten Kontakt jedoch sofort wieder ersterben. Der Amerikaner lud durch und tötete seine Gegner. Kypselos, der spätere Tyrann von Korinth, entging der Sage zufolge als Säugling seinen Häschern, weil er sie anlächelte.“

Der Philosoph Emil Cioran beschrieb dagegen den Auflösungsprozess: „›Das Lachen verschwand, dann das Lächeln.‹ Nichts bezeichnet so gut das Schema jedes Verfalls wie diese scheinbar naive Bemerkung eines Biographen von Alexander Blok.“

## Fotolächeln
Um kontaktfreudig, freundlich und glücklich zu wirken, wird auf Fotos oft gelächelt. Dies ist in der Wirkung auf Dritte jedoch nicht unbedingt zielführend. Nur amtliche Bestimmungen für Passfotos verlangen nach einem neutralen Gesichtsausdruck.
Die geometrische Analyse des Munds auf Porträtfotos US-amerikanischer Schüler in den Jahren 1905 bis 2013 zeigte, dass sich die Miene darauf mit der Zeit von ernst zu lächelnd entwickelt hat. Wer früher für ein Gemälde Modell stand, musste eine entspannte Mimik wählen, da sie für lange Zeit beibehalten werden musste. Insbesondere der Film- und Kamerahersteller Kodak propagierte aber die „Freude am Fotografieren“. Typische Aussprüche sind Say cheese.
Bei Kindern versuchen Fotografen gerne den Blick auf die Kamera zu lenken, indem sie behaupten, dort käme ein Vögelchen heraus. Dann fragt der Fotograf: „Wie macht das Vögelchen?“. Die Antwort „Piiiep“ bringt das typische Fotolächeln auf die Gesichter.

## Krankhaftes Lächeln
Ein dauerhaftes, objektiv unbegründetes Lächeln ist ein Symptom des Angelman-Syndroms.